# لين مادن
لين مادن (بالإنجليزية: Len Madden)‏ هو لاعب كرة قاعدة أمريكي، ولد في 2 يوليو 1890 في توليدو في الولايات المتحدة، وتوفي بنفس المكان في 9 سبتمبر 1949.

## وصلات خارجية
- لين مادن على موقعبيزبول رفرنس.كوم (الدوري الرئيسي) (الإنجليزية)
- لين مادن على موقعبيزبول رفرنس.كوم (الدوري الثانوي) (الإنجليزية)